# Brasil en la Copa Mundial de Fútbol de 1982
La Copa Mundial de Fútbol de 1982 fue la undécima vez que la Selección de fútbol de Brasil participó en una Copa del Mundo. Fue y sigue siendo el único país que participó en todas las ediciones del torneo FIFA.
El equipo fue dirigido por Telê Santana y el capita era Sócrates. Brasil obtuvo el quinto lugar.

## Clasificación
Brasil integró el Grupo 1 de la clasificatoria, junto a sus similares de Bolivia y Venezuela, para definir al clasificado directo de ese grupo para el mundial. Brasil logró la clasificación directa, ganando los 4 partidos de su grupo.

### Grupo 1
| Equipo    | Pts | PJ | PG | PE | PP | GF | GC | Dif |
| --------- | --- | -- | -- | -- | -- | -- | -- | --- |
| Brasil    | 8   | 4  | 4  | 0  | 0  | 11 | 2  | +9  |
| Bolivia   | 2   | 4  | 1  | 0  | 3  | 5  | 6  | –1  |
| Venezuela | 2   | 4  | 1  | 0  | 3  | 1  | 9  | –8  |

| 8-2-1981 | Venezuela | 0 – 1 | Brasil          | Caracas, Venezuela       |                          |
|          |           |       | Zico 82' (pen.) | Árbitro(s): Barreto Ruiz | Árbitro(s): Barreto Ruiz |

| 22-2-1981 | Bolivia      | 1 – 2 | Brasil                     | La Paz, Bolivia           |                           |
|           | Aragonés 27' |       | Sócrates 6' · Reinaldo 60' | Árbitro(s): Labo Revoredo | Árbitro(s): Labo Revoredo |

| 22-3-1981 | Brasil                  | 3 – 1 | Bolivia             | Rio de Janeiro, Brasil   |                          |
|           | Zico 26' (pen.) 62' 85' |       | Aragonés 68' (pen.) | Árbitro(s): Castro Makuc | Árbitro(s): Castro Makuc |

| 29-3-1981 | Brasil                                                     | 5 – 0 | Venezuela | Goiânia, Brasil    |                    |
|           | Tita 35' 57' · Sócrates 55' · Zico 72' (pen.) · Júnior 84' |       |           | Árbitro(s): Romero | Árbitro(s): Romero |

### Goleadores de Brasil
5 goles
- Zico

2 goles
- Tita
- Sócrates

1 goal
- Reinaldo
- Léo Júnior

### Asistencias de Brasil
2 asistencias
- Éder Aleixo

1 asistencias
- Zico
- Sócrates
- Getúlio Costa de Oliveira

## Preparación para el Mundial
Clasificada para el Mundial de España de 1982, la selección brasileña realizó una gira victoriosa por Europa y ganó en Wembley, por primera vez en su historia de la Inglaterra por 1 a 0. Luego ganó de la Francia en París por 3 a 1. Finalmente, venció a la Alemania Federal en Stuttgart por 2 a 1. Brasil derrotó convincentemente a las mayores potencias europeas, como visitante, y contó con estrellas como Zico, Paulo Falcão, Sócrates. Léo Júnior etc. Según Valle & Policeno: "Es en gran medida gracias a esta gira que todavía hoy se habla del "equipo perfecto".
Por segunda vez en su historia, Brasil convocó a jugadores que jugaron fuera del país: Dirceu, del Atlético de Madrid, y Falcão, de la Roma. En 1934, Patesko, del Nacional de Montevideo y Luiz Luz, del Peñarol, fueron convocados a pesar de que estaban registrados como jugadores de Botafogo y Grêmio.
Antes del Mundial, el lateral Léo Júnior lanzó un compacto con la canción "Povo Feliz" que pasó a ser conocido como "Voa Canarinho", que vendió más de 700 mil copias. Esta samba sirvió de banda sonora del equipo.

## Campaña
El debut de la selección brasileña contra los soviéticos en Sevilla no estuvo a la altura de las expectativas. Con la defensa brasileña fallando en varias ocasiones, la Unión Soviética abrió el marcador por mediación de Andriy Bal en el minuto 33, después de que el guardameta Waldir Peres no pudiera contener su disparo. El árbitro español Lamo Castillo incluso erró dos penaltis a favor de la Unión Soviética cuando iban ganando 1-0. La Seleção presionó a los soviéticos hasta que marcaron el gol del empate en el minuto 29, después de que Sócrates regatease a dos rivales y conectase un potente disparo desde fuera del área. Pocos minutos antes del final del partido, Paulo Isidoro centró el balón desde la izquierda, que Paulo Falcão dejó pasar entre sus piernas y quedó para Éder Aleixo que disparó fuerte, sin dejarla caer, y marcar el gol de la victoria de Brasil.
En el segundo partido, fue el turno de los escoceses. En la primera parte, un susto. David Narey abrió el marcador en el minuto 18 con un disparo desde fuera del área. Pero la Seleção tuvo la tranquilidad de empatar el partido. Tras una bonita jugada de ataque, Toninho Cerezo fue derribado. Zico ejecutó a la perfección el lanzamiento de falta, que se coló por la escuadra izquierda del guardameta Rough, para igualar la contienda en el minuto 33. En la segunda parte, tras un saque de esquina, Óscar se elevó solo y cabeceó el balón al fondo de la red escocesa. En el minuto 18, Sérginho Chulapa jugó un rápido contraataque para Éder, que marcó un bello gol. La Seleção redondeó el marcador en el minuto 42. Después de que el balón pasase por los pies de Éder y Cerezo, Sócrates cedió el balón a Falcão, que batió al guardameta escocés desde fuera del área.
Para el tercer partido, con Brasil ya clasificado, Telê Santana quería prescindir de jugadores, pero las estrellas del equipo no se lo permitieron. "Presionaron a Telê", recuerda Edinho: "Y tuvo que ceder. Para algunos, había demasiado en juego: ser el máximo goleador del Mundial, estar en la selección mundialista, marcar el gol más bonito, ser la estrella del Mundial y marcharse a Europa. El razonamiento era individual". Brasil vapulea a Nueva Zelanda por 4-0. En el minuto 28, Zico abrió el marcador con un golazo. Leandro centró desde la banda derecha y Zico marcó de volea el gol de la victoria. También marcaría un segundo gol en el minuto 31. En la segunda parte, la Seleção completó la goleada. Primero con Falcao -que dejó su sello en el minuto 19- y Éder, en el 25, en un golpe de pura magia.
En la segunda fase, Brasil venció a Argentina, campeona del mundo, por 3-1. El primer gol del equipo canarinho llegó a los 11 minutos de la primera parte. Tras una falta de Daniel Passarella sobre Serginho Chulapa, Éder cobró el tiro libre y envió un potente disparo. Ubaldo Fillol paró el balón, que golpeó en el travesaño. En el rebote, Zico empujó el balón al fondo de la red argentina. En la segunda parte, la Seleção siguió dominando a su eterno rival. Tras un apasionante toque de balón, Falcao recibió un pase franco en el área. El centrocampista del Roma dio un toque sutil a Serginho Chulapa, que marcó de cabeza el gol de la victoria. El espectáculo terminó por todo lo alto, con otra jugada que comenzó con un toque de balón en campo contrario. Junior tabuló con Zico y recibió un pase para batir la meta argentina en el minuto 30. Diego Maradona fue expulsado a los 40 minutos de la segunda parte tras cometer una violenta falta sobre Batista, y Ramón Díaz redujo distancias en el minuto 44.
A Brasil le bastaba un empate con los italianos para obtener el pase a las semifinales del Mundial de 1982. Antes del partido, el presidente de la CBF, Giulite Coutinho, reunió a los jugadores y les dijo: "Tengo todo lo que queríais: dinero, motos, cintas de vídeo, una fortuna". Según Edinho, en una entrevista concedida a Placar en 1986, "a muchos se les abrieron los ojos de par en par" y sólo pudieron hablar de dinero.
A los cinco minutos de la primera parte, Paolo Rossi recibió un pase libre de marca desde la izquierda y remató de cabeza para batir a Valdir Peres. Sócrates empató siete minutos después. Rossi desempató en el minuto 25 tras un error de Toninho Cerezo. La selección brasileña igualó en la segunda parte. Cerezo, enmendando su error anterior, replegó a la defensa italiana y dejó a Falcao libre para marcar en el minuto 23. Pero en otro error garrafal de la defensa brasileña, Paolo Rossi marcó el tercer gol italiano en el minuto 29. Antognoni también anotó el cuarto gol azurro, que fue anulado, y Dino Zoff realizó, según sus propias palabras, la parada más importante de su vida al salvar en la línea un cabezazo de Óscar. La derrota por 3-2 selló la descalificación de Brasil.
Según el periodista Jorge Kajuru, la mañana del partido Telê Santana, Falcão, Sócrates y Zico estaban indignados porque Éder había negociado con una "fuerte empresa brasileña" para que, cuando marcara, lo celebrara delante del cartel. "Eso fue una bastardía, porque él no marcó el gol por su cuenta. Recibió el pase, era un equipo, plural, no singular". Edinho lo confirmó en una entrevista con Placar en 1986: "A Éder y Sócrates les pagaban 1.000 dólares por celebrar cada gol cerca de la placa".
Tras la eliminación, el portero Waldir Peres y el delantero centro Serginho Chulapa fueron los más cargados. El técnico Telê Santana también fue criticado por no elegir extremos y no jugar con más cautela. Telê Santana repitió Zagallo en 1974, Zagallo en 1998 y Dunga en 2010 como los entrenadores brasileños que fueron eliminados sin utilizar todas las sustituciones permitidas.
Aun así, Brasil dejó una imagen de juego técnico y hábil, y por eso entró a la Copa Mundial de Fútbol de 1986 como favorito en las casas de apuestas.

## Jugadores
| #     | Nac | Nombre               | Posición      | Edad         | Club             |
| ----- | --- | -------------------- | ------------- | ------------ | ---------------- |
| 1     |     | Waldir Peres         | Portero       | 31           | São Paulo        |
| 2     |     | Leandro              | Defensa       | 23           | Flamengo         |
| 3     |     | Oscar                | Defensa       | 27           | São Paulo        |
| 4     |     | Luizinho             | Defensa       | 25           | Atlético Mineiro |
| 5     |     | Toninho Cerezo       | Mediocampista | 27           | Atlético Mineiro |
| 6     |     | Júnior               | Defensa       | 25           | Flamengo         |
| 7     |     | Paulo Isidoro        | Delantero     | 28           | Gremio           |
| 8     |     | Sócrates             | Mediocampista | 28           | Corinthians      |
| 9     |     | Serginho             | Delantero     | 28           | São Paulo        |
| 10    |     | Zico                 | Mediocampista | 28           | Flamengo         |
| 11    |     | Éder                 | Mediocampista | 25           | Atlético Mineiro |
| 12    |     | Paulo Sérgio         | Portero       | 27           | Botafogo         |
| 13    |     | Edevaldo             | Defensa       | 24           | Internacional    |
| 14    |     | Juninho Fonseca      | Defensa       | 23           | Ponte Preta      |
| 15    |     | Falcão               | Mediocampista | 28           | AS Roma          |
| 16    |     | Edinho               | Defensa       | 27           | Fluminense       |
| 17    |     | Pedrinho             | Mediocampista | 24           | Internacional    |
| 18    |     | Batista              | Mediocampista | 27           | Gremio           |
| 19    |     | Renato               | Mediocampista | 25           | São Paulo        |
| 20    |     | Roberto Dinamite     | Delantero     | 28           | Vasco da Gama    |
| 21    |     | Dirceu               | Mediocampista | 29           | Atlético Madrid  |
| 22    |     | Carlos Roberto Gallo | Portero       | 26           | Ponte Preta      |
| D. T. |     | Telê Santana         | Telê Santana  | Telê Santana | Telê Santana     |

## Participación

### Primera fase

#### Grupo F
| Equipo          | Pts | PJ | PG | PE | PP | GF | GC | Dif |
| --------------- | --- | -- | -- | -- | -- | -- | -- | --- |
| Brasil          | 6   | 3  | 3  | 0  | 0  | 10 | 2  | 8   |
| Unión Soviética | 3   | 3  | 1  | 1  | 1  | 6  | 4  | 2   |
| Escocia         | 3   | 3  | 1  | 1  | 1  | 8  | 8  | 0   |
| Nueva Zelanda   | 0   | 3  | 0  | 0  | 3  | 2  | 12 | -10 |

| 14 de junio de 1982, 21:00 | Brasil                  | 2:1 (0:1) | Unión Soviética | Estadio Ramón Sánchez Pizjuán, Sevilla                                     |                                                                            |
|                            | Sócrates 75' · Eder 88' | Reporte   | Bal 34'         | Asistencia: 68.000 espectadores Árbitro(s): Augusto Lamo Castillo (España) | Asistencia: 68.000 espectadores Árbitro(s): Augusto Lamo Castillo (España) |

| 18 de junio de 1982, 21:00 | Brasil                                       | 4:1 (1:1) | Escocia   | Estadio Benito Villamarín, Sevilla                                                   |                                                                                      |
|                            | Zico 33' · Oscar 48' · Eder 63' · Falcão 87' | Reporte   | Narey 18' | Asistencia: 47.379 espectadores Árbitro(s): Luis Paulino Siles Calderón (Costa Rica) | Asistencia: 47.379 espectadores Árbitro(s): Luis Paulino Siles Calderón (Costa Rica) |

| 23 de junio de 1982, 21:00 | Brasil                                    | 4:0 (2:0) | Nueva Zelanda | Estadio Benito Villamarín, Sevilla                                         |                                                                            |
|                            | Zico 28', 31' · Falcão 64' · Serginho 70' | Reporte   |               | Asistencia: 43.000 espectadores Árbitro(s): Damar Matovinovic (Yugoslavia) | Asistencia: 43.000 espectadores Árbitro(s): Damar Matovinovic (Yugoslavia) |

### Segunda fase

#### Grupo 1
| Equipo    | Pts | PJ | PG | PE | PP | GF | GC | Dif |
| --------- | --- | -- | -- | -- | -- | -- | -- | --- |
| Italia    | 4   | 2  | 2  | 0  | 0  | 5  | 3  | 2   |
| Brasil    | 2   | 2  | 1  | 0  | 1  | 5  | 4  | 1   |
| Argentina | 0   | 2  | 0  | 0  | 2  | 2  | 5  | -3  |

| 2 de julio de 1982, 17:15 | Argentina | 1:3 (0:1) | Brasil                               | Estadio de Sarriá, Barcelona                                             |                                                                          |
|                           | Díaz 89'  | Reporte   | Zico 11' · Serginho 66' · Junior 75' | Asistencia: 44.000 espectadores Árbitro(s): Mario Rubio Vázquez (México) | Asistencia: 44.000 espectadores Árbitro(s): Mario Rubio Vázquez (México) |

| 5 de julio de 1982, 17:15 | Italia             | 3:2 (2:1) | Brasil                    | Estadio de Sarriá, Barcelona                                       |                                                                    |
|                           | Rossi 5', 25', 74' | Reporte   | Sócrates 12' · Falcão 68' | Asistencia: 44.000 espectadores Árbitro(s): Abraham Klein (Israel) | Asistencia: 44.000 espectadores Árbitro(s): Abraham Klein (Israel) |

## Goleadores[5]
4 goles
- Zico

3 goles
- Paulo Roberto Falcão

2 goles
- Éder Aleixo
- Sócrates
- Serginho Chulapa

1 goal
- Léo Júnior
- Oscar

## Asistencias[5]
4 asistencias
- Zico

2 asistencias
- Léo Júnior
- Leandro

1 asistencia
- Paulo Roberto Falcão
- Sócrates
- Serginho Chulapa
- Paulo Isidoro de Jesus